# Nicobariodendron sleumeri
Nicobariodendron sleumeri är en benvedsväxtart som beskrevs av M.K. Vasudeva Rao och T. Chakrabarty. Nicobariodendron sleumeri ingår i släktet Nicobariodendron och familjen Celastraceae. Inga underarter finns listade.